# سیارک ۱۳۲۲۴
سیارک ۱۳۲۲۴ (به انگلیسی: 13224 Takamatsuda، نامگذاری:1997PL5) سیزده هزار و دویست و بیست و چهارمین سیارک کشف شده‌است که در ۱۰ اوت ۱۹۹۷ کشف شد.
قدر مطلق سیارک برابر ۴۰.۷ است.